# Прапор Піттема
Прапор Піттема був офіційно прийнятий муніципальною радою 29 жовтня 1984 року як муніципальний прапор західнофламандської комуни і міста Піттем. 1 квітня 1985 року він був підтверджений урядом Фландрії та остаточно опублікований 8 липня 1986 року в офіційному бельгійському державному віснику.

Офіційно прапор описується так: 
Дві однаково довгі червоно-білі смуги з двома червоними трояндами на білому, одна у верхньому правому куті, а інша в нижньому лівому куті.
Кольори прапора та троянди взяті з міського герба.

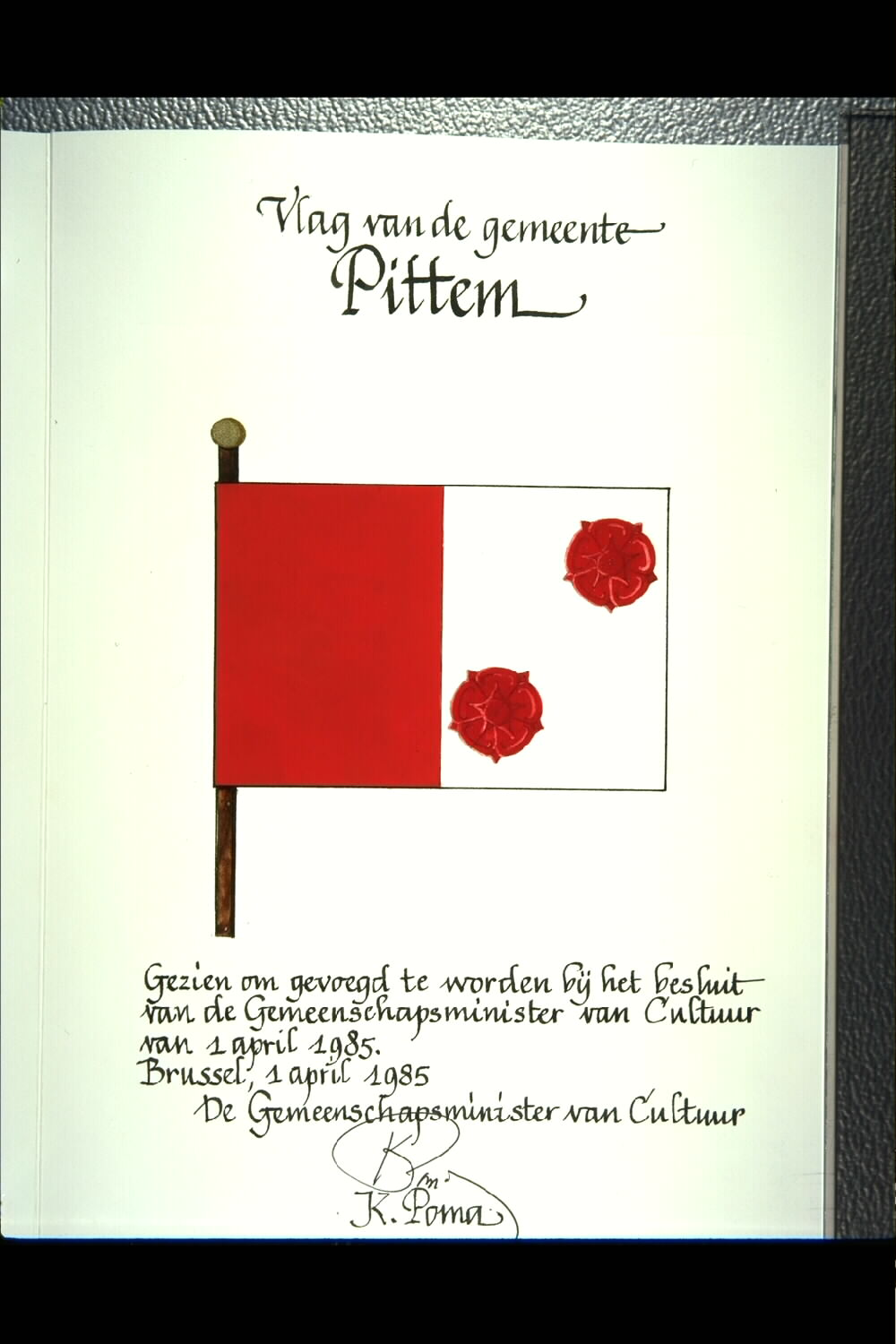
Дизайн прапора, намальований Карелом Помою
Герб Піттема